# عوامة كهربائية
العوامة الكهربائية هي جهاز يقوم بالتحكم في منسوب الماء في الخزانات.

## كيفية العمل
ففي كثير من الأحيان لا يصل الماء من الشبكات إلى بعض المناطق داخل المدينة أو القرية لذا يلجأ الناس إلى استخدام مضخة كهربائية لرفع الماء إلى الخزان فإذا وصل الماء داخل الخزان إلى المستوى المطلوب تُفصل المضخة عن مصدر الكهرباء وبالتالي يتوقف الضخ.